# Gombás Pál-díj
Az Eötvös Loránd Fizikai Társulat Gombás Pál-díjat adományoz annak a tagjának, aki az alkalmazott kvantumelmélet kutatása területén kimagasló eredményt ért el. A díj névadója Gombás Pál (1909–1971) kétszeres Kossuth-díjas fizikus, egyetemi tanár, az MTA tagja.

## A Gombás Pál-díj kitüntetettjei
- 1999 Djotyan Gagik (KFKI-RMKI), a széles sávú lézersugárzás kvantumrendszerekkel történő kölcsönhatása terén elért eredményeiért
- 2001 Penc Karlo
- 2002 -
- 2003 -
- 2004 Kiss Tamás
- 2005 Legeza Őrs
- 2006 -
- 2007 Kis Zsolt
- 2008 -
- 2009 Földi Péter
- 2010 -
- 2011 -
- 2012 -
- 2013 Ujfalussy Balázs
- 2014 Szirmai Gergely
- 2015 Pályi András
- 2016 Kiss Annamária
- 2017 Asbóth János